# Alexandru Cizek
Alexandru Nicolae Cizek (* 10. Mai 1942 in Bukarest) ist ein rumänischer Mittellateinischer Philologe.

## Leben
Das Studium (1960–1965) der klassischen Philologie an der Universität Bukarest schloss er im Juni 1965 mit dem Staatsexamen ab. Nach der Promotion 1973 im Fach Klassische Philologie an der Philologischen Fakultät Bukarest bei Nicolae I. Barbu war er von 1975 bis 1978 Lektor für Rumänische Sprache und Literatur am Institut für Romanische Sprachen und Literaturen der Universität Groningen. Von 1978 bis 1987 war er wissenschaftlicher Assistent am Seminar für Mittellateinische Philologie der Universität Münster. Nach der Habilitationsprüfung 1987 an der Philosophischen Fakultät der Westfälischen Wilhelms-Universität Münster, Fachbereich Geschichte. Erwerb der venia legendi auf dem Gebiet der lateinischen Philologie des Mittelalters lehrte er ab August 2001 als stellenloser Privatdozent in Münster.

## Schriften (Auswahl)
- Antichitatea despre artele plastice. Meridiane, Bukarest 1971, OCLC 895103705.
- Eroi politici ai antichităţii. Modele ideologice şi literare. Univers, Bukarest 1976, OCLC 895105334.
- Imitatio et tractatio. Die literarisch-rhetorischen Grundlagen der Nachahmung in Antike und Mittelalter (= Rhetorik-Forschungen. 7). Niemeyer, Tübingen 1994, ISBN 3-484-68007-5 (Zugleich: Münster (Westfalen), Universität, Habilitations-Schrift, 1987).
- Quintus Tullius Cicero: Mic manual de campanie electorală. Art, Bukarest 2008, ISBN 978-973-124-342-9.